# Die schwarze Statue
Die schwarze Statue, auch unter dem Titel Der Ripper von Chicago erschienen, ist ein Kriminalroman des US-amerikanischen Schriftstellers Fredric Brown. Er erschien erstmals 1949 unter dem Originaltitel The Screaming Mimi.

## Handlung
Der heruntergekommene Journalist Sweeney wird zufällig Augenzeuge, wie eine Tänzerin namens Yolanda Lang im Hausflur eines mehrstöckigen Apartmenthauses in Chicago blutüberströmt zusammenbricht. Sofort wird vermutet, dass sie das dritte Opfer des so genannten Rippers ist, der Chicago seit einiger Zeit tyrannisiert und der von der Polizei gesucht wird. Yolanda, deren weißes Kleid bei der Attacke blutgetränkt wurde, überlebt und wird ins Krankenhaus eingeliefert. Wenige Tage später tritt sie bereits wieder in einem Club auf. Sweeney interessiert sich für den Fall und geht der Sache nach. Dabei lernt er ihren Manager Doc Greene kennen, der von der Polizei schon mehrfach als Ripper verdächtigt wurde. Allerdings hatte er stets ein Alibi.
Eine weitere Spur führt in ein Antiquitätengeschäft. Dort hatte eines der Ripper-Opfer gearbeitet. Sweeney findet heraus, dass die Ermordete dem Mörder kurz vor der Tat eine Figur verkauft haben muss, die von ihrem Schöpfer den Namen „die Schreiende“ erhalten hatte. Der Besitzer des Ladens hat eine zweite Statue, die er Sweeney verkauft. Der Journalist erkundigt sich und erfährt, dass nach Chicago nur zwei Statuen geliefert wurden: seine und die des Mörders. Damit könnte der Täter eindeutig überführt werden. Weitere Nachforschungen ergeben, dass es in Brampton, einer anderen Stadt, ähnliche Rippermorde gab. Doch dieser Ripper ist tot, wie Sweeney vor Ort erfährt. Erschossen wurde er vom Bruder eines Opfers, der ausgerechnet jener Künstler ist, der „die Schreiende“ hergestellt hat. Ein Gespräch mit dem merkwürdigen und heruntergekommenen Mann namens Wilson, der in einer Scheune lebt, ergibt, dass seine Schwester Bessie die Attacke des Rippers überlebte, aber seitdem nervenkrank war. 
Zurück in Chicago reizt Sweeney per Presse den Ripper mit einer Zeitungsmeldung. Doch ehe diese erscheint, wird bekannt, dass man den Ripper gefasst hat. Es handelt sich dabei anscheinend um Doc Greene, der im Kampf mit Yolanda Lang aus dem Fenster gefallen ist, samt der Statue „die Schreiende“ in der Hand. Sweeney misstraut der Sache trotzdem und sucht Yolanda Lang. Diese ist mit einer schwarzen Perücke in einem billigen Hotel abgestiegen. Jetzt wird Sweeney klar, dass Yolanda eigentlich Bessie Wilson ist, das Opfer des Rippers aus Brampton, die einen psychischen Schock bei der Tat davon getragen hat. Als sie die Statue ihres Bruders sah, identifizierte sie sich allerdings durch ihre Störung nicht mehr mit dem Opfer, sondern mit dem Täter und tötete auf diese Weise zwei Frauen. Doc Greene war eigentlich ein Psychiater, der sie zu schützen versuchte und den sie im Kampf aus dem Fenster gestoßen hat.

## Deutsche Ausgabe
Der Ripper von Chicago. Erich Pabel Verlag GmbH & Co KG, Taschenbuch 180, 1965, Übersetzung: Gudrun Voigt.
Die schwarze Statue. Diogenes Verlag, 1992. Neuauflage unter anderem Titel.

## Verfilmungen
- Die blonde Venus, (The Screaming Mimi), Regie: Gerd Oswald, mit Philip Carey als Sweeney und Anita Ekberg als Yolanda. USA 1958.
- Das Geheimnis der schwarzen Handschuhe (L’uccello dalle piume di cristallo), Buch und Regie: Dario Argento. Italien / BR Deutschland 1969. Die Parallelen in Argentos Film sind offensichtlich, allerdings wird der Name Fredric Brown und der Roman nirgends im Vor- oder Nachspann oder auch auf den Plakaten erwähnt.